# Gibbaeum geminum
Gibbaeum geminum es una especie de planta suculenta perteneciente a la familia de las aizoáceas.  Es originaria de Sudáfrica. 

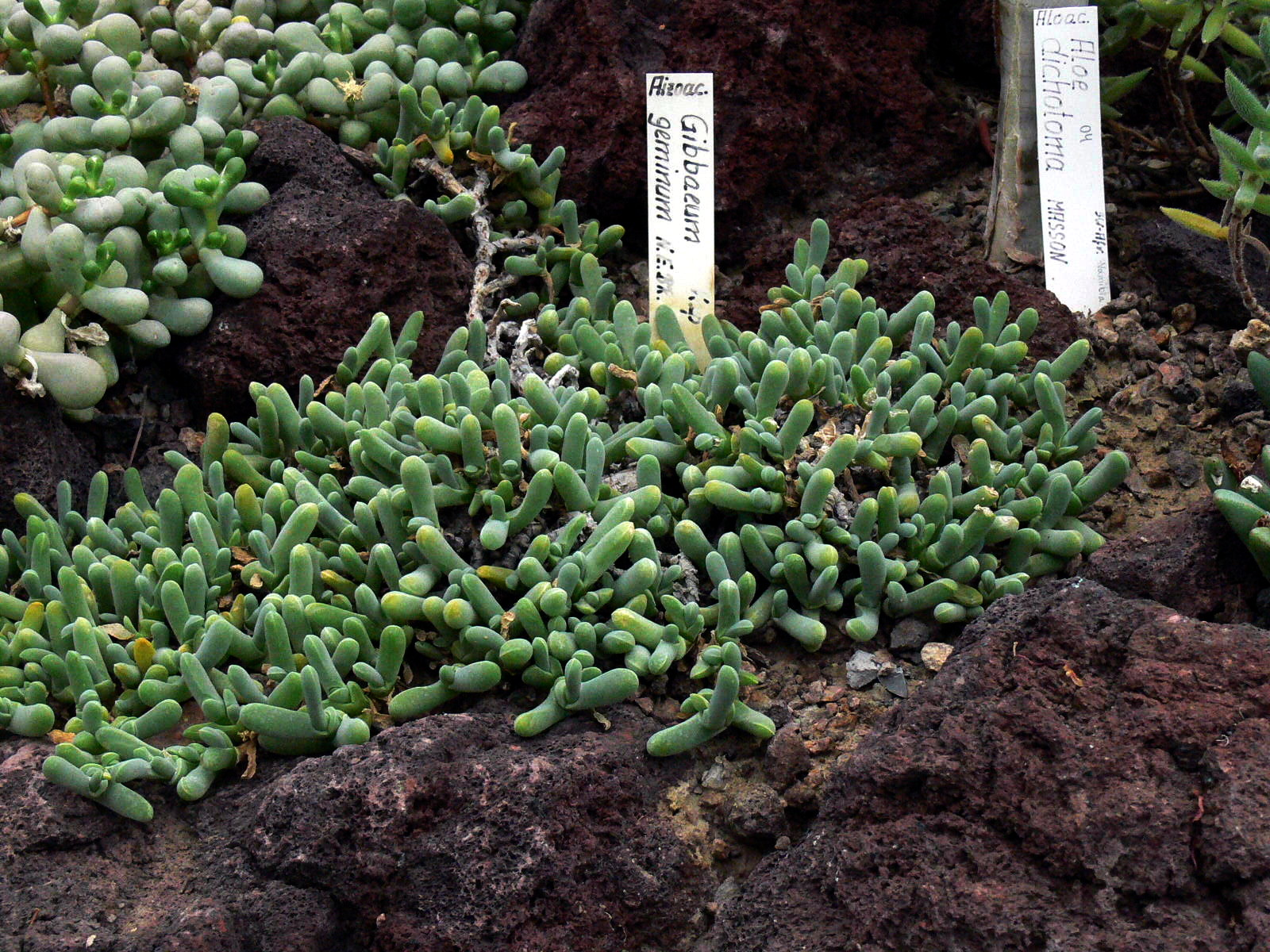
Vista de la planta

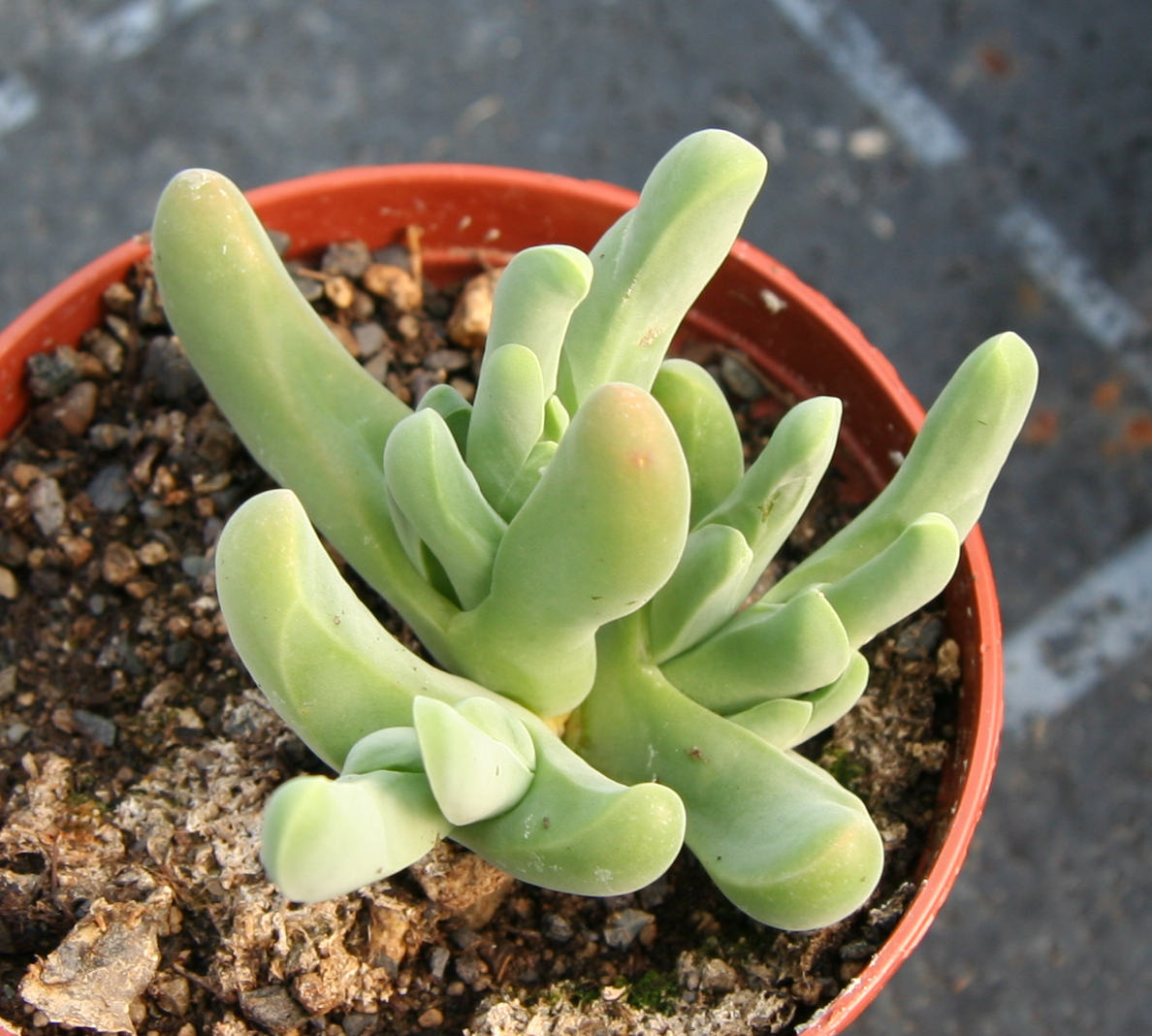
Como planta ornamental

## Descripción
Es una pequeña planta suculenta perennifolia que forma estera. Alcanza un tamaño de 5 cm de alto y 20 (o más) cm de ancho. Aunque tiene una cabeza muy pequeña, esta especie se extiende en grandes alfombras de color verde grisáceo. El tallo forma un tronco muy corto ampliado con ramillas extendidas. Las hojas desgadas como dedos son delicadas, pequeñas de color gris-verde y pubescentes, de 2-5 mm de ancho y 8-20 mm de largo. Las flores como margaritas de color rosa / violeta de hasta 10-20 mm de diámetro y de larga duración en su temporada de floración de primavera. Las flores se producen con más facilidad que en muchas otras especies de gibbaeum.

## Taxonomía
Gibbaeum geminum fue descrito por  N.E.Br. y publicado en The Gardeners' Chronicle & Agricultural Gazette  III, 71: 129 1922.
Etimología
Gibbaeum: nombre genérico que deriva del latín gibba que significa "tuberculada".
geminum: epíteto latino que significa "pareada, doble".